# Hidden Folks
Hidden Folks — видеоигра в жанре «поиска предметов» разработана Адрианом де Джонгом (англ. Adriaan de Jongh) и Сильвейном Тегроегом (англ. Sylvain Tegroeg) для ПК (Windows, Linux, Mac OS), планшетов и телефонов (Android, iOS), a также для Apple TV. Игра официально вышла 15 февраля 2017 года, впоследствии, 14 декабря 2017 года Hidden Folks вышла на Android и Apple TV.

## Игровой процесс
В игре Hidden Folks от игрока требуется отыскать людей, животных или предметы в нарисованной среде, при этом сам рисунок очень детализированный и напоминает иллюстрацию из детской книжки, хотя и черно-белую. Локации часто в несколько раз больше экрана компьютера, и содержат более тысячи деталей. При этом каждая локация анимирована, и игрок может взаимодействовать с нарисованным окружением, нажимая на предметы, порой это требуется для нахождения необходимых предметов.

## Разработка
Hidden Folks разрабатывалась командой из двух человек: гейм-дизайнера инди-игр Адриана де Джонга (англ. Adriaan de Jongh) и художника Сильвейна Тегроега (англ. Sylvain Tegroeg). Идея игры возникла когда де Джонг увидел презентацию Тегроега, и захотел сделать его рисунки интерактивными. Впоследствии он сделал прототип одной сцены из игры, использовав одну из картинок Тегроега, без ведома последнего. Когда Тегроег увидел прототип, они решили сотрудничать. Разработка игры длилась более двух лет, потому Тегроег не рисовал компьютерную графику. Сначала создавалось изображение на бумаге, а уже потом оцифровывалось и анимировалось.
Звуки для игры были созданы только с помощью голосов создателей, которые имитировали звуки природы и техники и записывали их на магнитофон. Для более сложных звуков они консультировались с Мартином Куэйлом (англ. Martin Kvale), который помогал во многих мелких деталях со звуком.
Создатели рассматривали идею разрешить пользователю рисовать картинку, но решили, что это испортит атмосферу игры.

## Отзывы и награды
| Сводный рейтинг | Сводный рейтинг            |
| Агрегатор       | Оценка                     |
| --------------- | -------------------------- |
| GameRankings    | (PC) 76,67 % (XONE) 80,0 % |
| Metacritic      | (XONE) 83/100 (PC) 78/100  |

Hidden Folks получили одобрительные отзывы критиков и пользователей. В магазине Steam игра имеет 98 % положительных отзывов на основе более чем двух тысяч рецензий пользователей (22 декабря 2017 года), а в магазине App Store по результатам более 2.5 тысяч отзывов игра получила 5 звёзд.
Летом 2018 года, благодаря уязвимости в защите Steam Web API, стало известно, что точное количество пользователей сервиса Steam, которые играли в игру хотя бы один раз, составляет 152 554 человека.
Также игра получила серию наград и номинаций:
| Год  | Награда                          | Категория                          | Результат  | Прим.  |
| ---- | -------------------------------- | ---------------------------------- | ---------- | ------ |
| 2017 | App Store: Best of 2017          | Игра года на iPad                  | Победитель | [ 12 ] |
| 2016 | BIG Indie Pitch San Francisco    | Лучшая игра                        | Победитель | [ 13 ] |
| 2017 | Anifilm                          | Лучшая игра для детей и подростков | Победитель | [ 14 ] |
| 2017 | The Game Awards 2017             | Лучшая мобильная игра              | Номинант   | [ 15 ] |
| 2017 | Google Play: Indie Games Contest |                                    | Номинант   | [ 16 ] |
| 2017 | Golden Kalf                      | Лучший интерактивный продукт       | Номинант   | [ 17 ] |
| 2017 | Unity Awards 2017                | Лучшая мобильная игра              | Номинант   | [ 18 ] |
| 2017 | Golden Joystick Awards 2017      | Мобильная игра года                | Номинант   | [ 19 ] |